# Klaus Tschütscher

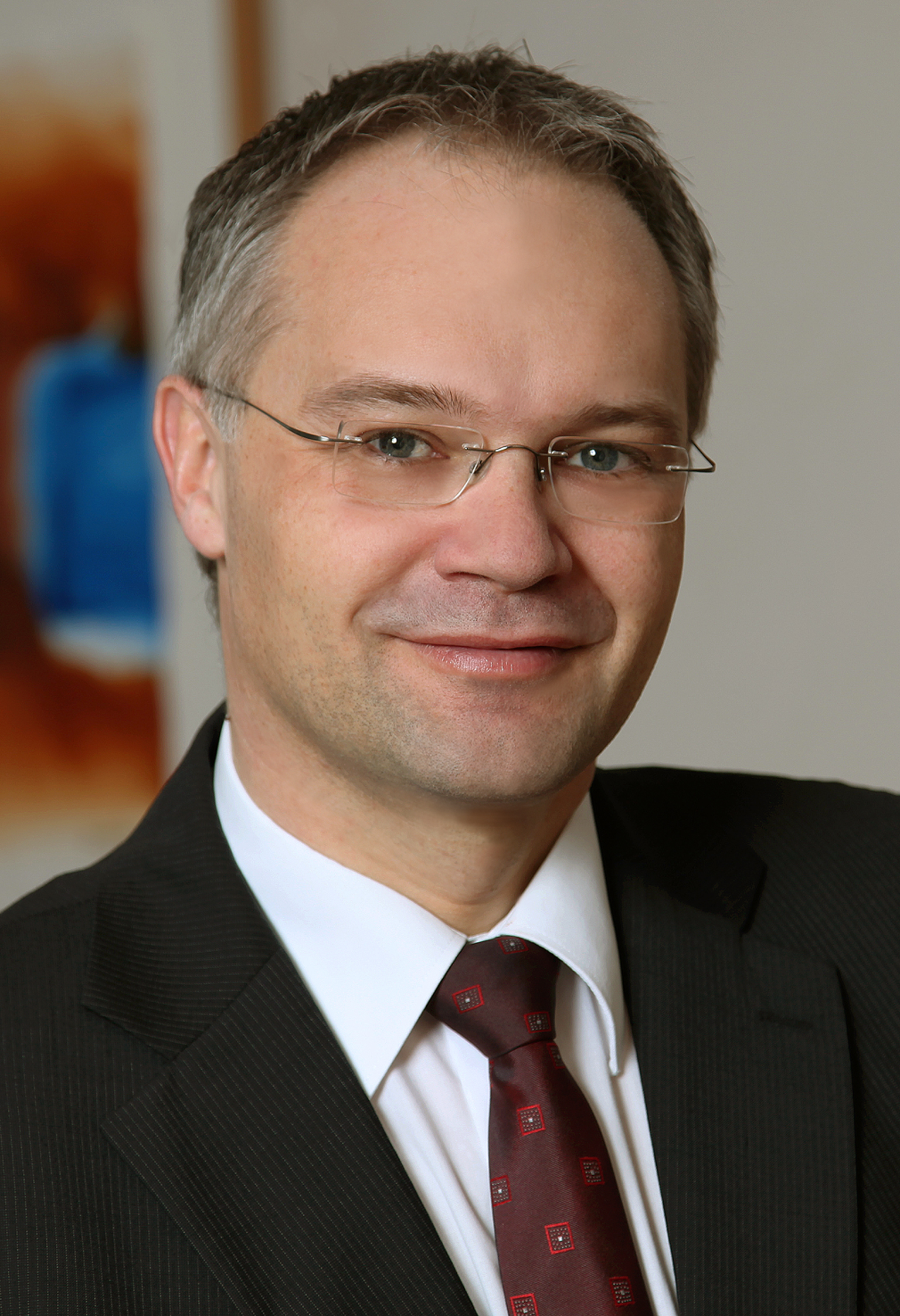
Klaus Tschütscher

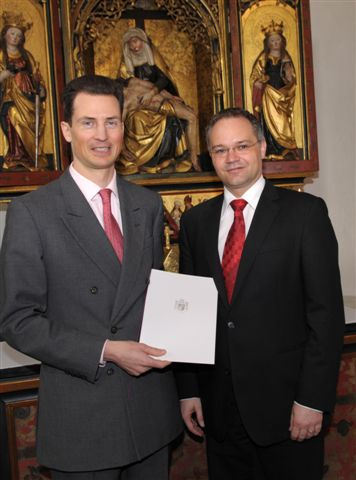
Tschütscher erhält den Regierungsauftrag von Prinz Alois von Liechtenstein

Klaus Tschütscher (* 8. Juli 1967 in Grabs) ist ein liechtensteinischer Politiker (VU). Er war von 2009 bis 2013 Regierungschef in der Regierung des Fürstentums Liechtenstein.
Tschütscher ist Doktor der Rechtswissenschaften. Von 2014 bis 2022 war er Honorarkonsul der Russischen Föderation für das Fürstentum Liechtenstein. Er ist verheiratet und wohnt mit seinen beiden Kindern aus erster und seinem Kind aus zweiter Ehe in Ruggell.

## Biografie
Tschütscher stammt aus Ruggell. Er besuchte das Gymnasium in Vaduz und studierte von 1987 bis 1993 Rechtswissenschaften an der Universität St. Gallen. Nach dem Studium, das er im Jahr 1996 noch mit der Erlangung der Doktorwürde abschloss, war er für zwei Jahre bis 1995 wissenschaftlicher Assistent an der Universität St. Gallen. Anschliessend kam er nach Liechtenstein zurück und wurde Leiter der Stabsstelle Rechtsdienst/Wirtschaftsfragen bei der Liechtensteinischen Steuerverwaltung. Bereits vier Monate später übernahm er zusätzlich die Funktion des Amtsvorstand-Stellvertreters der Steuerverwaltung. Von 1998 bis 2005 war Tschütscher ausserdem nebenberuflicher Dozent an der Hochschule Liechtenstein.
Als Leiter des Rechtsdienstes war Tschütscher Mitglied der liechtensteinischen Delegationen in den Verhandlungen mit der Europäischen Union bezüglich der EU-Zinsenbesteuerung, in den Verhandlungen mit den USA über den Abschluss des Rechtshilfevertrages und in den Verhandlungen mit der OECD im Rahmen der Initiative «Harmful Tax Practices». Seit 2001 ist er Vorsitzender der ständigen Arbeitsgruppe «Internationale Entwicklungen des Steuerrechts». Von 2002 bis 2004 absolvierte Tschütscher ein berufsbegleitendes Master-of-Laws-Nachdiplomstudium «Internationales Wirtschaftsrecht» an der Universität Zürich.
Bei der Wahl zum Liechtensteinischen Landtag im März 2005 verlor die zuvor allein regierende Fortschrittliche Bürgerpartei die absolute Mehrheit im Liechtensteinischen Landtag, woraufhin Tschütscher in der neuen Koalitionsregierung Regierungschef-Stellvertreter von Otmar Hasler wurde. Als solcher unterstanden ihm zunächst die Ressorts Justiz, Wirtschaft und Sport.
Im Jahr 2009 konnte die Vaterländische Union, der Tschütscher angehört, überraschend als stärkste Partei aus der Landtagswahl hervorgehen. Nach dem Rücktritt Haslers als Regierungschef übernahm Tschütscher dessen Amt und wurde am 25. März 2009 Regierungschef des Fürstentums Liechtenstein. In der neuen Regierung leitet er nun die Ressorts Präsidium, Finanzen sowie Familie und Chancengleichheit. Bei der Landtagswahl in Liechtenstein 2013 stand Tschütscher nicht mehr zur Wahl und schied in der Folge am 27. März 2013 mit der Angelobung der neuen Regierung aus dieser aus.
Nach dem Ableben von Markus Büchel wurde Klaus Tschütscher 2014 als dessen Nachfolger zum Honorarkonsul der Russischen Föderation ernannt. Die Bekanntgabe erfolgte im September 2014 durch den russischen Botschafter für die Schweiz und das Fürstentum Liechtenstein Alexander Golovin anlässlich eines Empfangs in Vaduz. Nach dem russischen Überfall auf die Ukraine legte Tschütscher sein Amt als Honorarkonsul per 24. Februar 2022 nieder.
Nach publik gewordenen Chatnachrichten Ende 2022 trat Tschütscher als Uniratspräsident der Universität Liechtenstein zurück. Medien bezeichnen dies als „Chat-Affäre“.

## Ehrungen und Auszeichnungen
- Ehrenrat des Europa Instituts der Universität Zürich (Juni 2009)
- Grosses Goldenes Ehrenzeichen am Bande für Verdienste um die Republik Österreich (2011)[4]
- Goldenes Komturkreuz mit dem Stern des Ehrenzeichens für Verdienste um das Bundesland Niederösterreich (2012)